# Rába Contact 302
A Rába Contact 302 egy háromtengelyes helyközi busz. 3 darab bolygóajtóval rendelkezik, melyekből az első kettő kétszárnyas, a hátsó pedig csak egy. Összesen 6 darab készült belőle: 5 darab a Tisza Volánnak, 1 darab a Kapos Volánnak. Szóló változata a Rába Contact 092, csuklós változata a Rába Contact 292.

## Története
Az ezredforduló előtt a Rába Magyar Vagon- és Gépgyár autóbuszgyártásba kezdett, azzal a céllal, hogy megfizethető buszokat fejlesszenek. Új típus helyett a gyár a belga Jonckheere cég Communo buszának licencét vásárolta meg. Az így elkészített 2 Rába buszt  (egy Contact 092 és egy Premier 291) először az 1998-as Industria kiállításon mutatták be. Ezt követően a Rába több tendert meg is nyert a Contact és Premier buszokkal, de a megrendelések alulmúlták a várakozásokat. Az egyre veszteségesebb gyártást végül 2001-ben, a miskolci tender elvesztése után állították le.

## Előfordulása
Csak a Tisza és a Kapos Volán vásárolt Rába Contact 302-t. 2015-ben ezeket a buszokat a Dél-alföldi, illetve a Dél-dunántúli Közlekedési Központok örökölték meg, azok megszűnését követően a Volánbusz üzemelteti mindegyiket.
A táblázatban 2020. júniusi adatok olvashatóak!
| Üzemeltető  | Üzemeltető | Darabszám | Darabszám |
| eredeti     | jelenlegi  | eredeti   | jelenlegi |
| ----------- | ---------- | --------- | --------- |
| Tisza Volán | Volánbusz  | 5         | 5         |
| Kapos Volán | Volánbusz  | 1         | 1         |
| Összesen    | Összesen   | 6         | 6         |

### Selejtezések
A legelső autóbuszt a Volánbusz 2024-ben selejtezte. Öt darab van még állományban, de menetrend szerinti forgalomban már nem közlekedik. Az utolsó autóbuszt 2025 júniusában állították le. 